# Museu de Treleburgo
Museu de Treleburgo (em sueco: Trelleborgs Museum) é um museu de Treleburgo, no sul da Suécia, dedicado à história cultural da planície meridional. Em 2010, foi inaugurado em novas instalações no centro da cidade.